# Französische Basketballnationalmannschaft
Die französische Basketballnationalmannschaft der Herren ist die Auswahl von Basketballspielern des französischen Basketball-Verbandes FFBB. Sie vertritt Frankreich bei internationalen Turnieren oder bei Freundschaftsspielen.

## Geschichte
Nach ihrer Gründung 1933 nahm die französische Nationalmannschaft sowohl an den ersten Europameisterschaften 1935, wie auch den Olympischen Spielen 1936 teil. Die Zeit bis zum Ende der 1950er Jahre gehörte zu den erfolgreicheren Jahren des französischen Teams. So gewannen die Franzosen in dieser Zeit fünf Medaillen bei den Europameisterschaften. Ein weiterer herausragender Erfolg dieser Zeit war der zweite Platz bei den Olympischen Spielen 1948.
Die folgenden Jahrzehnte waren für die Franzosen weniger ruhmreich. Bis zum Ende der 1990er Jahre gelang der Mannschaft nur eine Qualifikation für die Weltmeisterschaft 1963 und für die Olympischen Spiele 1984. Auch bei den Europameisterschaften spielte die Mannschaft eher eine untergeordnete Rolle.
Eine Trendwende war das Jahr 1999, als das Team mit Spielern wie Antoine Rigaudeau, Laurent Sciarra, Jim Bilba zunächst den vierten Platz bei der Europameisterschaft 1999 und dann bei den Olympischen Spielen 2000 die Silbermedaille gewann. Bei den folgenden Turnieren nach diesem Erfolg, gehörten immer mehr NBA-Spieler zur französischen Nationalmannschaft. Eine herausragende Stellung unter ihnen nimmt der dreimaliger NBA-Sieger Tony Parker ein. Unter seiner Führung gelang es den Franzosen zunächst bei der EM 2005 eine Bronzemedaille zu gewinnen. Bei der EM 2011 gewann die französische Mannschaft die Silbermedaille.
Bei der EM 2013 starteten die Franzosen zwar mit einer überraschenden Niederlage gegen Deutschland, steigerten sich im Verlauf des Turniers aber deutlich und konnten letztlich durch den Sieg im Finale gegen Litauen erstmals Europameister werden. Im folgenden Jahr sicherten sich die Franzosen bei der Weltmeisterschaft 2014 die Bronzemedaille.
Die Finalrunde der Europameisterschaft 2015 wurde in Frankreich ausgetragen, die Franzosen spielten zudem auch ihre Vorrunde im eigenen Land. Gegen den späteren Europameister Spanien schieden die Franzosen im Halbfinale nach Verlängerung aus. Das Spiel um Platz 3 konnte jedoch mit 81:68 gegen Serbien gewonnen werden. Die Franzosen sicherten sich damit die sechste Bronzemedaille bei einer Europameisterschaft.

## Abschneiden bei internationalen Turnieren

### Olympische Sommerspiele
| - 1936 – nicht platziert - 1948 – Silbermedaille - 1952 – 8. Platz - 1956 – 4. Platz - 1960 – 10. Platz - 1964 – nicht qualifiziert - 1968 – nicht qualifiziert | - 1972 – nicht qualifiziert - 1976 – nicht qualifiziert - 1980 – nicht qualifiziert - 1984 – 11. Platz - 1988 – nicht qualifiziert - 1992 – nicht qualifiziert - 1996 – nicht qualifiziert | - 2000 – Silbermedaille - 2004 – nicht qualifiziert - 2008 – nicht qualifiziert - 2012 – 6. Platz - 2016 – 6. Platz - 2021 – Silbermedaille - 2024 – Silbermedaille |

### Weltmeisterschaften
| - 1950 – 6. Platz - 1954 – 4. Platz - 1959 – nicht qualifiziert - 1963 – 5. Platz - 1967 – nicht qualifiziert - 1970 – nicht qualifiziert | - 1974 – nicht qualifiziert - 1978 – nicht qualifiziert - 1982 – nicht qualifiziert - 1986 – nicht platziert - 1990 – nicht qualifiziert - 1994 – nicht qualifiziert | - 1998 – nicht qualifiziert - 2002 – nicht qualifiziert - 2006 – 5. Platz - 2010 – Achtelfinale - 2014 – Bronzemedaille - 2019 – Bronzemedaille | - 2023 – 18. Platz |

### Europameisterschaften

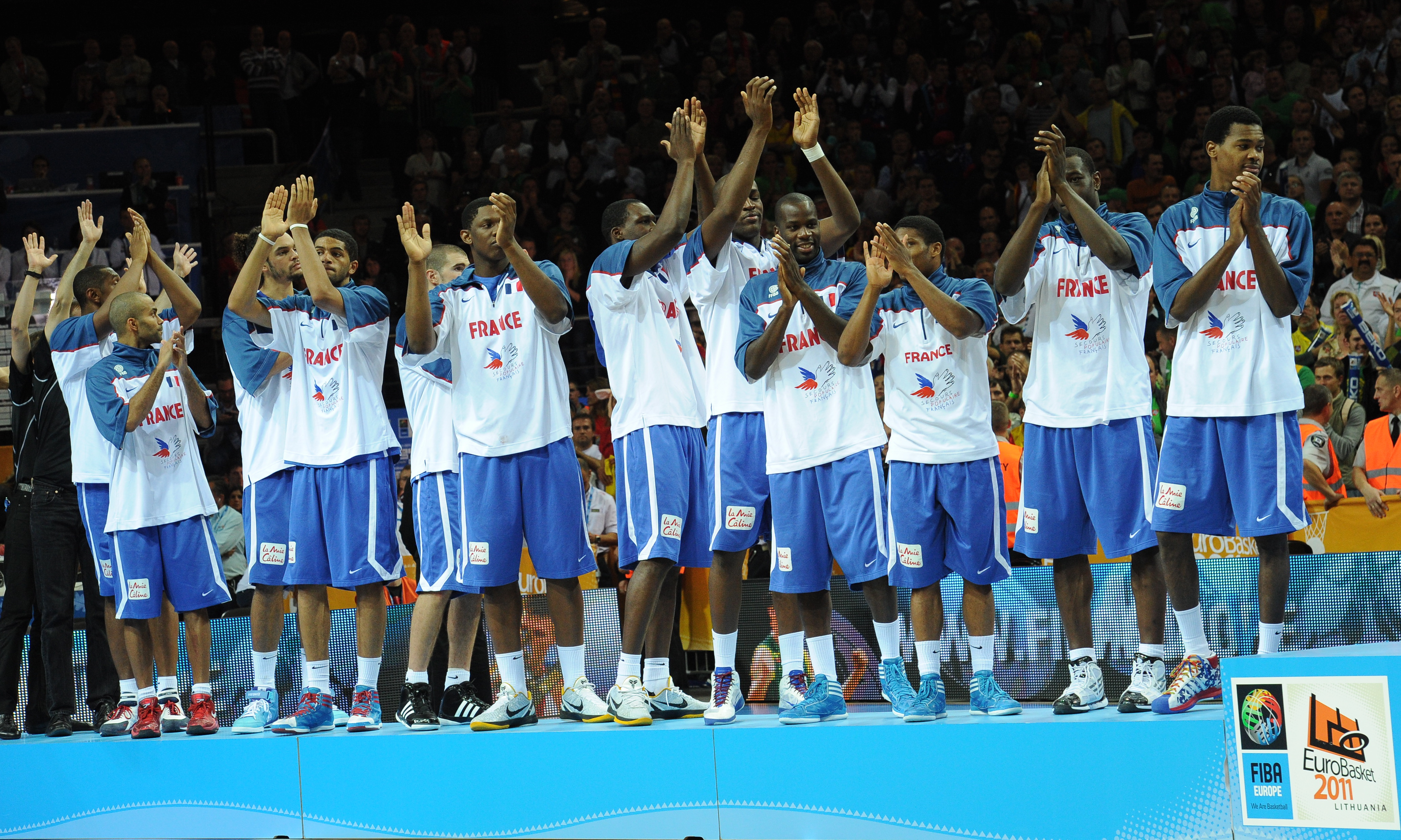
Nationalmannschaft bei der Europameisterschaft 2011

| - 1935 – 5. Platz - 1937 – Bronzemedaille - 1939 – 4. Platz - 1946 – 4. Platz - 1947 – 5. Platz - 1949 – Silbermedaille - 1951 – Bronzemedaille - 1953 – Bronzemedaille - 1955 – 9. Platz - 1957 – 8. Platz - 1959 – Bronzemedaille - 1961 – 4. Platz - 1963 – 13. Platz - 1965 – 9. Platz | - 1967 – 11. Platz - 1969 – nicht qualifiziert - 1971 – 10. Platz - 1973 – 10. Platz - 1975 – nicht qualifiziert - 1977 – 11. Platz - 1979 – 8. Platz - 1981 – 8. Platz - 1983 – 5. Platz - 1985 – 6. Platz - 1987 – 9. Platz - 1989 – 6. Platz - 1991 – 4. Platz - 1993 – 7. Platz | - 1995 – 8. Platz - 1997 – 10. Platz - 1999 – 4. Platz - 2001 – 6. Platz - 2003 – 4. Platz - 2005 – Bronzemedaille - 2007 – 8. Platz - 2009 – 5. Platz - 2011 – Silbermedaille - 2013 – Europameister - 2015 – Bronzemedaille - 2017 – 12. Platz - 2022 – Silbermedaille |

## Kader
| Spieler | Spieler            | Spieler           | Spieler | Spieler | Spieler  | Spieler                 |
| Nr.     | Name               | Geburt            | Größe   | Info    | Einsätze | Verein                  |
| ------- | ------------------ | ----------------- | ------- | ------- | -------- | ----------------------- |
|         |                    | Guards (PG, SG)   |         |         |          |                         |
| 1       | Frank Ntilikina    | 28.07.1998        | 198 cm  |         | 37       | KK Partizan Belgrad     |
| 6       | Andrew Albicy      | 21.03.1990        | 187 cm  |         | 102      | Herbalife Gran Canaria  |
| 8       | Isaïa Cordinier    | 28.11.1996        | 196 cm  |         | 38       | Virtus Bologna          |
| 10      | Evan Fournier      | 29.10.1992        | 199 cm  |         | 116      | Detroit Pistons         |
| 12      | Nando de Colo      | 23.06.1987        | 196 cm  |         | 207      | ASVEL Lyon-Villeurbanne |
| 24      | Matthew Strazel    | 05.08.2002        | 184 cm  |         | 12       | AS Monaco               |
|         |                    | Forwards (SF, PF) |         |         |          |                         |
| 5       | Nicolas Batum      | 14.12.1988        | 203 cm  | (C)     | 175      | Philadelphia 76ers      |
| 7       | Guerschon Yabusele | 17.12.1995        | 201 cm  |         | 50       | Real Madrid             |
| 32      | Victor Wembanyama  | 04.01.2004        | 222 cm  |         | 13       | San Antonio Spurs       |
| 99      | Bilal Coulibaly    | 26.07.2004        | 200 cm  |         | 10       | Washington Wizards      |
|         |                    | Center (C)        |         |         |          |                         |
| 26      | Mathias Lessort    | 29.09.1995        | 206 cm  |         | 42       | Panathinaikos Athen     |
| 27      | Rudy Gobert        | 26.06.1992        | 215 cm  |         | 110      | Minnesota Timberwolves  |

| Trainer    | Trainer          | Trainer         |
| Nat.       | Name             | Position        |
| ---------- | ---------------- | --------------- |
| Frankreich | Vincent Collet   | Head Coach      |
| Frankreich | Pascal Donnadieu | Assistenz-Coach |
| /          | Kenny Atkinson   | Assistenz-Coach |
| Frankreich | Ruddy Nelhomme   | Assistenz-Coach |

| Legende               | Legende            |
| Abk.                  | Bedeutung          |
| --------------------- | ------------------ |
| (C)                   | Mannschaftskapitän |
| Quellen               |                    |
| Teamhomepage          |                    |
| Ligahomepage          |                    |
| Stand: 7. August 2024 |                    |

| Legende               | Legende            |
| Abk.                  | Bedeutung          |
| --------------------- | ------------------ |
| (C)                   | Mannschaftskapitän |
| Quellen               |                    |
| Teamhomepage          |                    |
| Ligahomepage          |                    |
| Stand: 7. August 2024 |                    |

## Ehemalige Kader
| Nr. | Name               | Geburtsdatum    | Größe  | Position | Einsätze vor Olympia | Club                    |
| --- | ------------------ | --------------- | ------ | -------- | -------------------- | ----------------------- |
| 1   | Frank Ntilikina    | 28.07.1998      | 198 cm | Guard    | 37                   | KK Partizan Belgrad     |
| 6   | Andrew Albicy      | 21.03.1990      | 187 cm | Guard    | 102                  | Herbalife Gran Canaria  |
| 8   | Isaïa Cordinier    | 28.11.1996      | 196 cm | Guard    | 38                   | Virtus Bologna          |
| 10  | Evan Fournier      | 29.10.1992      | 199 cm | Guard    | 116                  | New York Knicks         |
| 12  | Nando de Colo      | 23.06.1987      | 196 cm | Guard    | 207                  | ASVEL Lyon-Villeurbanne |
| 24  | Matthew Strazel    | 05.08.2002      | 184 cm | Guard    | 12                   | AS Monaco               |
| 5   | Nicolas Batum      | 14.12.1988      | 203 cm | Forward  | 175                  | Philadelphia 76ers      |
| 7   | Guerschon Yabusele | 17.12.1995      | 201 cm | Forward  | 50                   | Real Madrid             |
| 32  | Victor Wembanyama  | 04.01.2004      | 222 cm | Forward  | 13                   | San Antonio Spurs       |
| 99  | Bilal Coulibaly    | 26.07.2004      | 200 cm | Forward  | 10                   | Washington Wizards      |
| 26  | Mathias Lessort    | 29.09.1995      | 206 cm | Center   | 42                   | Panathinaikos Athen     |
| 27  | Rudy Gobert        | 26.06.1992      | 215 cm | Center   | 110                  | Minnesota Timberwolves  |
|     | Vincent Collet     | Head Coach      |        |          |                      |                         |
|     | Pascal Donnadieu   | Assistenz-Coach |        |          |                      |                         |
|     | Kenny Atkinson     | Assistenz-Coach |        |          |                      |                         |
|     | Ruddy Nelhomme     | Assistenz-Coach |        |          |                      |                         |

| Nr. | Name               | Geburtsdatum    | Größe  | Position | Einsätze (WM) | Club                    |
| --- | ------------------ | --------------- | ------ | -------- | ------------- | ----------------------- |
| 00  | Sylvain Francisco  | 10.10.1997      | 186 cm | Guard    | 5             | FC Bayern München       |
| 0   | Elie Okobo         | 23.10.1997      | 191 cm | Guard    | 5             | AS Monaco               |
| 10  | Evan Fournier      | 29.10.1992      | 199 cm | Guard    | 5             | New York Knicks         |
| 12  | Nando de Colo      | 23.06.1987      | 196 cm | Guard    | 5             | ASVEL Lyon-Villeurbanne |
| 24  | Yakuba Outtara     | 24.01.1992      | 191 cm | Guard    | 4             | AS Monaco               |
| 30  | Isaïa Cordinier    | 28.11.1996      | 196 cm | Guard    | 5             | Virtus Bologna          |
| 5   | Nicolas Batum      | 14.12.1988      | 203 cm | Forward  | 5             | Los Angeles Clippers    |
| 7   | Guerschon Yabusele | 17.12.1995      | 201 cm | Forward  | 5             | Real Madrid             |
| 22  | Terry Tarpey       | 22.03.1994      | 196 cm | Forward  | 5             | AS Monaco               |
| 26  | Mathias Lessort    | 29.09.1995      | 206 cm | Center   | 2             | Panathinaikos Athen     |
| 27  | Rudy Gobert        | 26.06.1992      | 215 cm | Center   | 4             | Minnesota Timberwolves  |
| 93  | Moustapha Fall     | 23.02.1992      | 216 cm | Center   | 4             | Olympiakos Piräus       |
|     | Vincent Collet     | Head Coach      |        |          |               |                         |
|     | Pascal Donnadieu   | Assistenz-Coach |        |          |               |                         |

| Nr. | Name                    | Position        | Geburtsdatum | Größe  | Einsätze (Olympia) | Club                          |
| --- | ----------------------- | --------------- | ------------ | ------ | ------------------ | ----------------------------- |
| 1   | Frank Ntilikina         | Guard           | 28.07.1998   | 198 cm | 4                  | New York Knicks               |
| 3   | Timothé Luwawu-Cabarrot | Guard           | 09.05.1995   | 198 cm | 6                  | Brooklyn Nets                 |
| 4   | Thomas Heurtel          | Guard           | 10.04.1989   | 187 cm | 6                  | ASVEL Lyon-Villeurbanne       |
| 10  | Evan Fournier           | Guard           | 29.10.1992   | 199 cm | 6                  | Boston Celtics                |
| 12  | Nando de Colo           | Guard           | 23.06.1987   | 196 cm | 6                  | Fenerbahçe Istanbul           |
| 21  | Andrew Albicy           | Guard           | 21.03.1990   | 178 cm | 3                  | CB Gran Canaria               |
| 5   | Nicolas Batum           | Forward         | 14.12.1988   | 203 cm | 6                  | Los Angeles Clippers          |
| 7   | Guerschon Yabusele      | Forward         | 17.12.1995   | 201 cm | 6                  | ASVEL Lyon-Villeurbanne       |
| 17  | Vincent Poirier         | Center          | 17.10.1993   | 213 cm | 5                  | Real Madrid                   |
| 27  | Rudy Gobert             | Center          | 26.06.1992   | 215 cm | 6                  | Utah Jazz                     |
| 28  | Petr Cornelie           | Center          | 26.07.1995   | 211 cm | 3                  | Élan Béarnais Pau-Lacq-Orthez |
| 93  | Moustapha Fall          | Center          | 23.02.1992   | 216 cm | 6                  | ASVEL Lyon-Villeurbanne       |
|     | Vincent Collet          | Head Coach      |              |        |                    |                               |
|     | Ruddy Nelhomme          | Assistenz-Coach |              |        |                    |                               |
|     | Pascal Donnadieu        | Assistenz-Coach |              |        |                    |                               |

| Nr. | Name                   | Position   | Geburtsdatum | Größe  | Einsätze (EM) | Club                     |
| --- | ---------------------- | ---------- | ------------ | ------ | ------------- | ------------------------ |
| 6   | Antoine Diot           | Guard      | 17.01.1989   | 190 cm | 11            | Strasbourg IG            |
| 9   | Tony Parker            | Guard      | 17.05.1982   | 188 cm | 11            | San Antonio Spurs        |
| 10  | Thomas Heurtel         | Guard      | 10.04.1989   | 187 cm | 7             | Laboral Kutxa            |
| 12  | Nando de Colo          | Guard      | 23.06.1987   | 196 cm | 11            | Toronto Raptors          |
| 5   | Nicolas Batum          | Forward    | 14.12.1988   | 203 cm | 10            | Portland Trail Blazers   |
| 8   | Charles Lombahe-Kahudi | Forward    | 19.07.1986   | 199 cm | 6             | Le Mans Sarthe Basket    |
| 11  | Florent Piétrus        | Forward    | 19.01.1981   | 202 cm | 11            | SLUC Nancy Basket        |
| 13  | Boris Diaw             | Forward    | 16.04.1982   | 203 cm | 11            | San Antonio Spurs        |
| 15  | Mickaël Gelabale       | Forward    | 22.05.1983   | 201 cm | 11            | BK Chimki                |
| 4   | Joffrey Lauvergne      | Center     | 30.09.1991   | 211 cm | 9             | Partizan Belgrad         |
| 7   | Johan Petro            | Center     | 27.01.1986   | 214 cm | 10            | Zhejiang Guangsha (ChBA) |
| 14  | Alexis Ajinça          | Center     | 06.05.1988   | 215 cm | 11            | Strasbourg IG            |
|     | Vincent Collet         | Head Coach |              |        |               |                          |

## Rekordnationalspieler

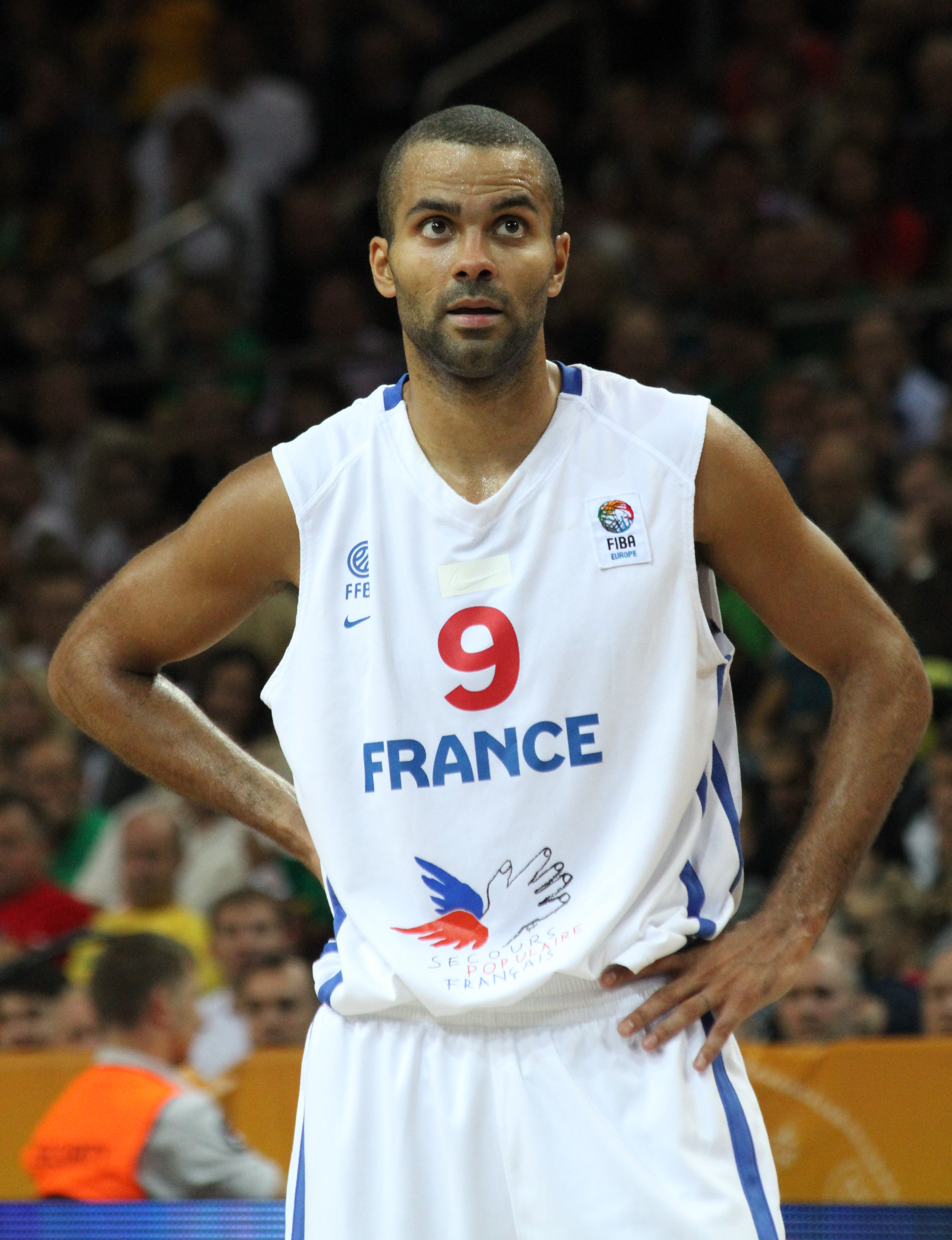
Tony Parker im Nationaltrikot 2011

| Länderspiele | Länderspiele        | Länderspiele |       | Erzielte Punkte    | Erzielte Punkte | Erzielte Punkte |
| Platz        | Name                | Spiele       | Platz | Name               | Punkte          |                 |
| ------------ | ------------------- | ------------ | ----- | ------------------ | --------------- | --------------- |
| 1            | Hervé Dubuisson     | 259          | 1     | Hervé Dubuisson    | 3921            |                 |
| 2            | Jacques Cachemire   | 250          | 2     | Jacques Cachemire  | 2843            |                 |
| 3            | Boris Diaw          | 247          | 3     | Stéphane Ostrowski | 2813            |                 |
| 4            | Florent Piétrus     | 230          | 4     | Tony Parker        | 2741            |                 |
| 5            | Éric Beugnot        | 212          | 5     | Éric Beugnot       | 2493            |                 |
| 6            | Jean-Michel Sénégal | 210          | 6     | Philip Szanyiel    | 2359            |                 |
| 7            | Jacques Monclar     | 201          | 7     | Alain Gilles       | 2282            |                 |
| 8            | Stéphane Ostrowski  | 193          | 8     | Richard Dacoury    | 2232            |                 |
| 9            | Philip Szanyiel     | 192          | 9     | Jean-Claude Bonato | 2147            |                 |
| 10           | Nando de Colo       | 183          | 10    | Boris Diaw         | 2090            |                 |

Stand: 5. August 2021